# Portami tante rose
Portami tante rose è un brano musicale scritto da Michele Galdieri per il testo e da Cesare Andrea Bixio per la musica, inciso per la prima volta da Ada Neri nel 1934.

## Cover
- Emilio Livi ne ha inciso una cover nel 1935[2]

- Il soprano Lydia Johnson ne ha inciso una cover nel 1935[3] nel 78 giri Portami tante rose/Baci senza amore[4]

- Luciano Virgili ne ha inciso una cover nel 1956 nel 45 giri Portami tante rose/Torna piccina!...[5]; nel 1960 questa versione è stata inclusa nell'album Canzoni di ieri, di oggi, di sempre[6]

- Nilla Pizzi ne ha inciso una versione nel 1960 nell'EP Nostalgia[7]

- I Camaleonti ne hanno inciso una cover nel 1967 nel 45 giri Portami tante rose/Una risposta[8], inclusa nello stesso anno nell'album Portami tante rose[9]

- Antonella Ruggiero propone il brano "Portami tante rose" in occasione del concerto al Teatro Metastasio di Prato (PO) accompagnata da Ensemble Hyperion Archiviato il 26 maggio 2024 in Internet Archive.. La registrazione dal vivo è contenuta nell'album "Quando facevo la cantante" (2018) - CD3 "La canzone d'autore".